# Залетаев, Константин Александрович
Константин Александрович Залетаев (17 января 1969, Мурманск — 19 мая 2007, Красногорск, Московская область) — советский и российский игрок в хоккей с мячом, заслуженный мастер спорта России (1999), двукратный чемпион мира.

## Карьера

### Клубная
Начал играть в хоккей с мячом в Мурманске в детско-юношеской школе № 6 в 1978 году. Первый тренер — А. В. Жилинский.
В январе 1987 года дебютировал на взрослом уровне в составе клуба «Североникель».
В 1987—1989 годах служил в армии, выступая в составе свердловского СКА.
С 1989 года выступал за подмосковный «Зоркий», где стал одним из ведущих игроков, завоевав с командой множество трофеев на внутренней и международной аренах.
В 1993 году уехал в Швецию и десять сезонов выступал за «Каликс».
Сезон 2003/04 провёл в «Зорком», с которым завоевал бронзовые медали чемпионата России.
В сезоне 2004/05 вновь выступал за «Каликс».
Вернувшись в 2005 году в Россию, в двух последующих сезонах пробовал силы в «АМНГР-Мурмане», «Зорком», «Волге» и оренбургском «Локомотиве».
Пристрастие к алкоголю привело к снижению стабильности в выступлениях игрока и преждевременному уходу из жизни.
С 2007 года в Мурманске проводится турнир ветеранов памяти Константина Залетаева, с 2011 года — детско-юношеский.

### В сборной
В 1991 году был участником чемпионата мира, но на лёд в составе сборной СССР не выходил.
В составе сборной России был чемпионом мира (1999) и дважды вице-чемпионом (1995, 1997).

## Отзывы и критика
«О Константине Залетаеве скажу, что это один из самых талантливых игроков, с которыми мне приходилось работать. По отпущенным ему природой возможностям он мог играть даже сильнее Валерия Грачёва. Но, как известно, человек предполагает, а Бог располагает. К сожалению, на достаточно раннем этапе своей хоккейной карьеры Залетаев снизил к себе требования.
Крепкий физически, прекрасно сложенный, выносливый, Константин спокойно переносил любые тренировочные нагрузки. Он обладает сильным ударом с обеих рук, причем владеет и кистевым — без замаха. Умеет, нанося удар, очень чисто снимать, как мы говорим, мяч со льда. Стиль игры этого атакующего полузащитника я бы охарактеризовал так: скорость и мощь. Залетаев был великолепен, когда на скорости рвался к воротам сквозь строй
защитников...»
— Евгений Манкос

## Достижения

### Командные
«Зоркий»
 Чемпион СНГ: 1992

 Чемпион России: 1993

 Серебряный призёр чемпионата СССР: 1991

 Бронзовый призёр чемпионата России: 2004

 Обладатель Кубка СССР (2): 1990, 1991

 Обладатель Кубка России: 1993

 Обладатель Кубка европейских чемпионов: 1992

 Обладатель Кубка мира: 1990

СКА (Свердловск)
 Чемпион СССР среди юниоров: 1988
Сборная СССР/России
 Чемпион мира (2): 1991, 1999

 Серебряный призёр чемпионата мира (2): 1995, 1997

 Победитель Международного турнира на призы Правительства России: 1998

 Серебряный призёр Международного турнира на призы Правительства России: 1996

 Бронзовый призёр Международного турнира на призы Правительства России: 1994

 Победитель чемпионата мира среди молодёжных команд: 1990

 Серебряный призёр чемпионата мира среди молодёжных команд: 1992

 Бронзовый призёр чемпионата мира среди юниоров: 1988

 Бронзовый призёр чемпионата мира среди юношей: 1985

### Личные
- В списке 22-х лучших игроков сезона (4): 1991, 1992, 1993, 2004
- Символическая сборная Кубка мира: 1990

## Награды
- Медаль ордена «За заслуги перед Отечеством» II степени (1999)[6]

### Комментарии
1. ↑  Количество игр и голов за клуб(ы) в высшем дивизионе чемпионатов СССР/СНГ/России